# 19a edició dels Premis Mestre Mateo
La 19a edició dels premis Mestre Mateo fou celebrada el 10 d'abril de 2021 per guardonar les produccions audiovisuals de Galícia del 2020. Durant la cerimònia, l'Academia Galega do Audiovisual va presentar els Premis Mestre Mateo en 25 categories d'entre 146 obres. La llista de finalistes fou feta pública a la seu de la SGAE a Santiago de Compostel·la el 10 de març de 2021.
La cerimònia es va celebrar al Teatro Colón de la Corunya i fou presentada per Lucía Veiga amb música en directe del grup De Vacas.
Ons, dirigida per Alfonso Zarauza, tenia 13 nominacions, seguida per A illa das mentiras, de Paula Cons amb dotze. Arima comptava amb 7 candidatures, dirigida per Jaione Camborda, i Lúa vermella amb quatre, dirigida per Lois Patiño. Entre les sèries de televisió sobresortiren El desorden que dejas amb vuit candidatures, seguida per Néboa amb sis, O sabor das margaridas amb tres i Auga seca amb dues.

## Premis

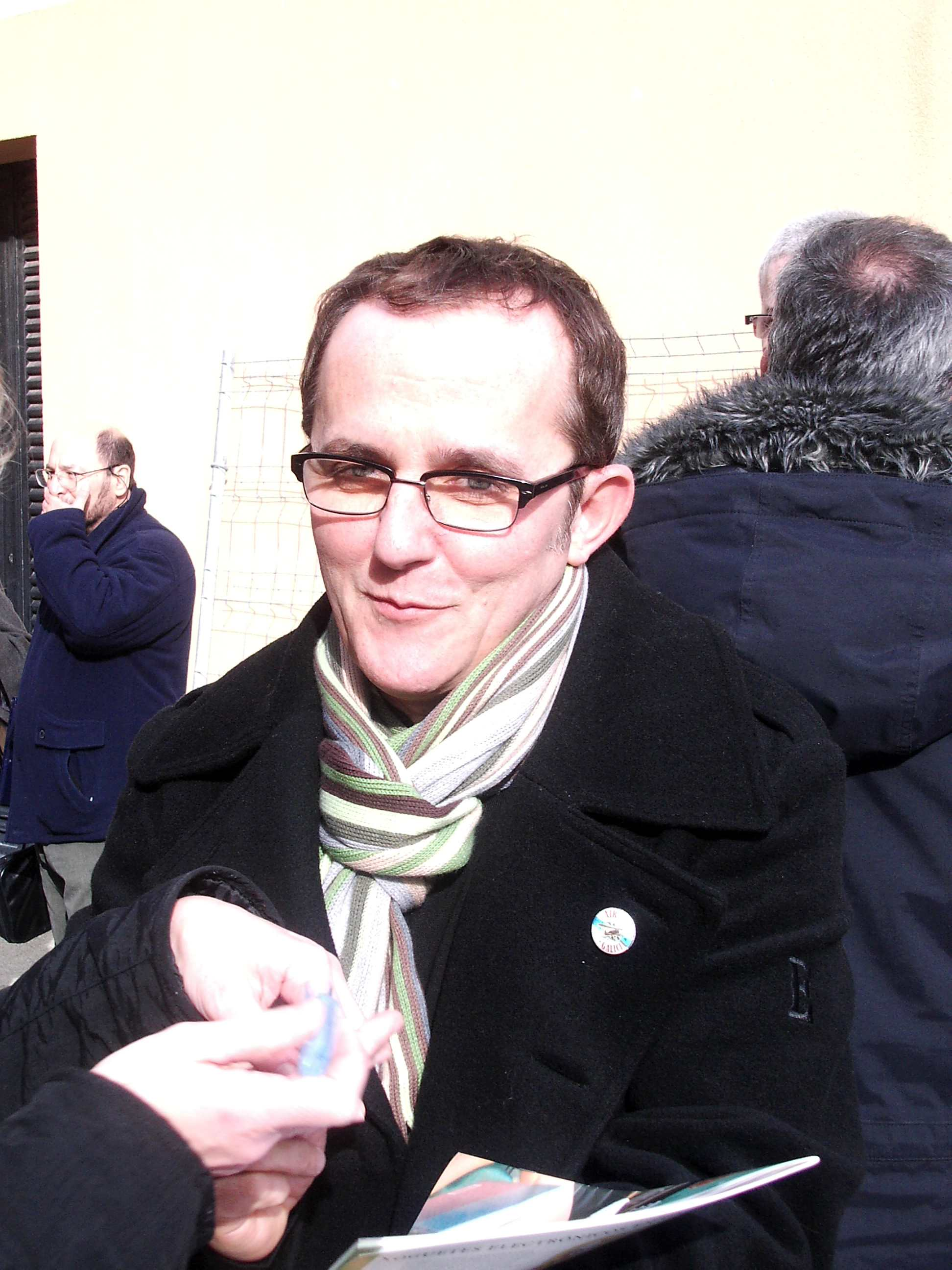
Antonio Durán "Morris", millor actor.

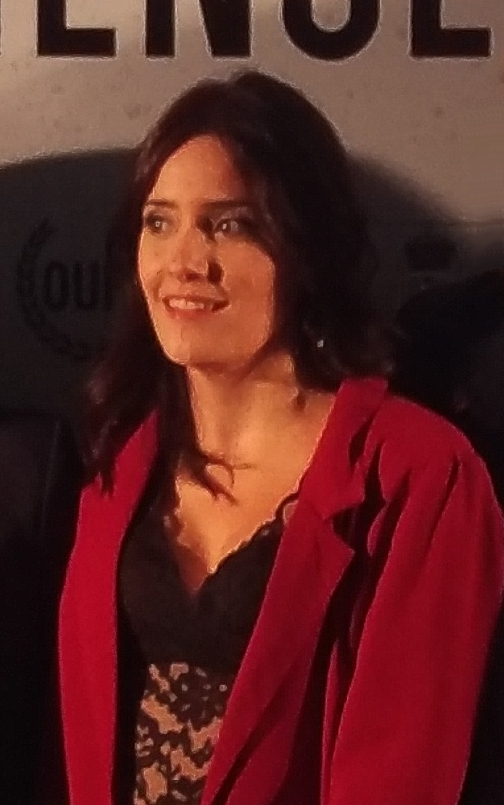
Melania Cruz, millor actriu.

Els guanyadors són els que apareixen en primer lloc i destacats en negreta.
| Millor pel·lícula | Millor director |
| --- | --- |
| - Ons – Alfonso Zarauza - A illa das mentiras – Paula Cons - Arima – Jaione Camborda - Lúa vermella – Lois Patiño                                                              | - Paula Cons – A illa das mentiras - Alfonso Zarauza – Ons - Fon Cortizo – 9 fugas - Lois Patiño – Lúa vermella                                                                                                |
| Millor actor | Millor actriu |
| - Antonio Durán "Morris" – Ons - Darío Grandinetti – A illa das mentiras - Monti Castiñeiras – A lei de Santos - Tito Asorey – Arima                                           | - Melania Cruz – Ons - Inma Cuesta – El desorden que dejas - Isabel Naveira – Néboa - Nerea Barros – A illa das mentiras                                                                                       |
| Millor actor secundari | Millor actriu secundària |
| - Milo Taboada – A illa das mentiras - Josito Porto – Arima - Tamar Novas – El desorden que dejas - Xúlio Abonjo – Ons                                                         | - Marta Lado – Ons - Isabel Garrido – El desorden que dejas - Lidia Veiga – A lei de Santos - Victoria Teijeiro –A illa das mentiras                                                                           |
| Millor guió | Millor realitzador |
| - Ons – Alfonso Zarauza i Jaoine Camborda - El desorden que dejas – Carlos Montero, Javier Holgado i Andrés Seara - Arima – Jaoine Camborda - A illa das mentiras – Paula Cons | - Cos pés na terra – Marcos Estebo, Diego Guerero i Mónica Ares - Land Rober - Tunai Show – Jose Villaverde - Quen anda aí? – Marta Arévalo Pita - A miña familia pola túa – Paul Fountain i Sito Torres       |
| Millor videoclip | Millor documental |
| - Muinheira de interior – Boyanka Kostova - Dark Sienna, Roger Eno & Brian Eno – - Illas de Sal – - Who will save me? –                                                        | - Nación – Nós, Productora Cinematográfica Galega, S.L. e TVG - A media voz – - Dorothé na vila – - Nación de muchachos, utopía o muerte –                                                                     |
| Millor sèrie de televisió | Millor programa de televisió |
| - Néboa – RTVE e Voz Audiovisual - Auga seca – - El desorden que dejas – - O sabor das margaridas –                                                                            | - Cinephilia – Noveolas Producciones e Telemiño - Cos pés na terra – Filmax Produccións A Fonsagrada - Os castros – - Segredos, desmontando Galicia –                                                          |
| Millor direcció de producció | Millor direcció artística |
| - Tamara Soto – Ons - Concha Fontenla – O sabor das margaridas - Lucía Baleato –A illa das mentiras - Nati Juncal – Lúa vermella                                               | - Antonio Pereira – A illa das mentiras - Alexandra Fernández – Néboa - Elia Robles – Ons - María Lolo – Arima                                                                                                 |
| Millor comunicador de televisió | Millor muntatge |
| - Rodrigo Vázquez – Quen anda aí? - Alba Mancebo – Os castros - Roberto Vilar – Land Rober - Tunai Show - Simone Saibene – Cinephilia                                          | - Ons – Fernando Alfonsín - El desorden que dejas – Juan Galiñanes, Lu Rodríguez i Mario Maroto - A illa das mentiras – Julia Juaniz - Dorothé na Vila – Lucía Estevez                                         |
| Millor música original | Millor so |
| - 9 fugas – Orquestra fugaz de improvisación - Auga seca – Elba Fernández i Xavi Font - Nación – Mercedes Peón - La gallina turuleca – Sergio Moure                            | - Ons – Sérgio Silva i David Machado - El desorden que dejas – David Machado i Alejandro López - 9 fugas – David Machado, Eloy Táboas i Marco Maril - Arima – David Machado i Javi Pato                        |
| Millor fotografia | Millor maquillatge i perruqueria |
| - Ons – Alberte Branco - 9 fugas – Javier Álvarez - Néboa – José David Montero e Suso Bello - Lúa vermella – Lois Patiño                                                       | - A illa das mentiras – Raquel Fidalgo i Patricia Vilela - O sabor das margaridas – María Illobre i Lorena Calvo - Néboa – Raquel Fidalgo e Noé Montes - El desorden que dejas – Susana Veira i Beatriz Antelo |
| Millor sèrie web | Millor producció de publicidad |
| - Xan – - Amnesia 3.0 – - Doc way: camiño portugués – - Mataría – | - Desde o mar – - Aquí facémolo así – - O rural vive – - Vivamos como galegos 2020 – |
| Millor curtmetratge | Millor curtmetratge d'animació |
| - Xoves de comadres –Somos Islandia - La Penumbra – - Mentres iso pasa – - Non me espera ninguén –                                                                             | - Carne – Abano Producións - Kleiner Lügner (Pequeno Mentireiro) – - Night Keeper – - Reality – |
| Millor disseny de vestuari | |
| - A illa das mentiras – Eva Camino - Ons – Alicia Saturna i Lola Dapena - Néboa – Aránzazu Domínguez i Yolanda Peón - Arima – Renata Uzal                                      | |

## Premis especials

### Premio de Honra Fernando Rey
- Manuel Lourenzo